# 山片蟠桃賞
山片蟠桃賞 （やまがたばんとうしょう、英: Yamagata Banto Prize）は、1982年（昭和57年）に大阪府が創設した日本文化に関する賞である。

## 概要
岸昌知事（当時）の発案で、「大阪府が主催する国際的な賞」を創設することになった。当初は日本文学に関する賞で名前も『井原西鶴賞』とされていたが、創設委員の一人司馬遼太郎による「京都府が『紫式部賞』を作れば負ける」との発言により、賞の趣旨の変更を迫られた。結局、司馬の提唱で「日本文化の国際的通用性を研究した国外の学術者に授与する賞」とされ、名前も「山片蟠桃賞」とされた。第1回はドナルド・キーンが受賞。その後も国外の日本学の研究者が受賞した。
司馬が1996年に死去した後、中西進らが中心に選考委員を務めるものの、次第に賞の取り扱いも低くなっていき、受賞者の候補の選考もままならなくなった。選考委員の一人藤本義一は「司馬さんのための賞だったしこの賞を通じて『司馬サロン』が形成されていった」といい、司馬亡き後の賞の先行きを危惧した。その後、日本学にとらわれず、幅広い分野から受賞者を選ぶべきだといわれ、岐路に立たされている。

## 受賞者
- 第1回（1982）ドナルド・キーン（米：受賞時）
- 第2回（1983）ジョイス・アクロイド（豪）
- 第3回（1984）フリッツ・フォス（オランダ語版）（蘭）
- 第4回（1985）金思燁（韓国）
- 第5回（1986）ヴラジスラフ・ゴレグリヤード（ロシア語版）（ソ連）
- 第6回（1987）アール・マイナー（米）
- 第7回（1988）ジャクリーヌ・ピジョー（フランス語版）（仏）
- 第8回（1989）テツオ・ナジタ（米）
- 第9回（1990）サー・ヒュー・コータッツィ（英）
- 第10回（1991）エドワード・サイデンステッカー（米）
- 第11回（1992）マリウス・ジャンセン（米）
- 第12回（1993）フランシーヌ・エライユ（仏）
- 第13回（1994）ケネス・ガードナー（英）
- 第14回（1995）ヨーゼフ・クライナー（独）
- 第15回（1996）周一良（中国）
- 第16回（1997）オギュスタン・ベルク（仏）
- 第17回（1998）ヴィエスワフ・コタンスキ（ポーランド語版）（ポーランド）
- 第18回（1999）バーバラ・ルーシュ（米）
- 第19回（2000）ジョン・ローゼンフィルド（米）
- 第20回（2001）ジョン・ダワー『敗北を抱きしめて』（米）
- 第21回（2004）セップ・リンハルト（ドイツ語版）（オーストリア）
- 第22回（2007）エドウィン・A・クランストン（英語版）（米）
- 第23回（2010）厳紹璗（中国）
- 第24回（2013）ピーター・コーニッキ（英語版）（英）
- 第25回（2016）ウィリー・F・ヴァンドゥワラ（ベルギー）
- 第26回（2019）ハルオ・シラネ（米）
- 第27回（2022）タイモン・スクリーチ（英）

## 審査委員
2022年現在
- 井上章一
- 進藤修一
- 中西進
- 真嶋潤子
- 蓑豊
- 吉田憲司
- 和田好宏